# 阪急西宮ガーデンズ
阪急西宮ガーデンズ（はんきゅうにしのみやガーデンズ）は、兵庫県西宮市にあるショッピングセンターである。阪急西宮スタジアム跡地の再開発として建設され、2008年（平成20年）11月26日にオープンした。関西最大のショッピングセンターであり、国内でも5番目の広さを誇る。

## 概要

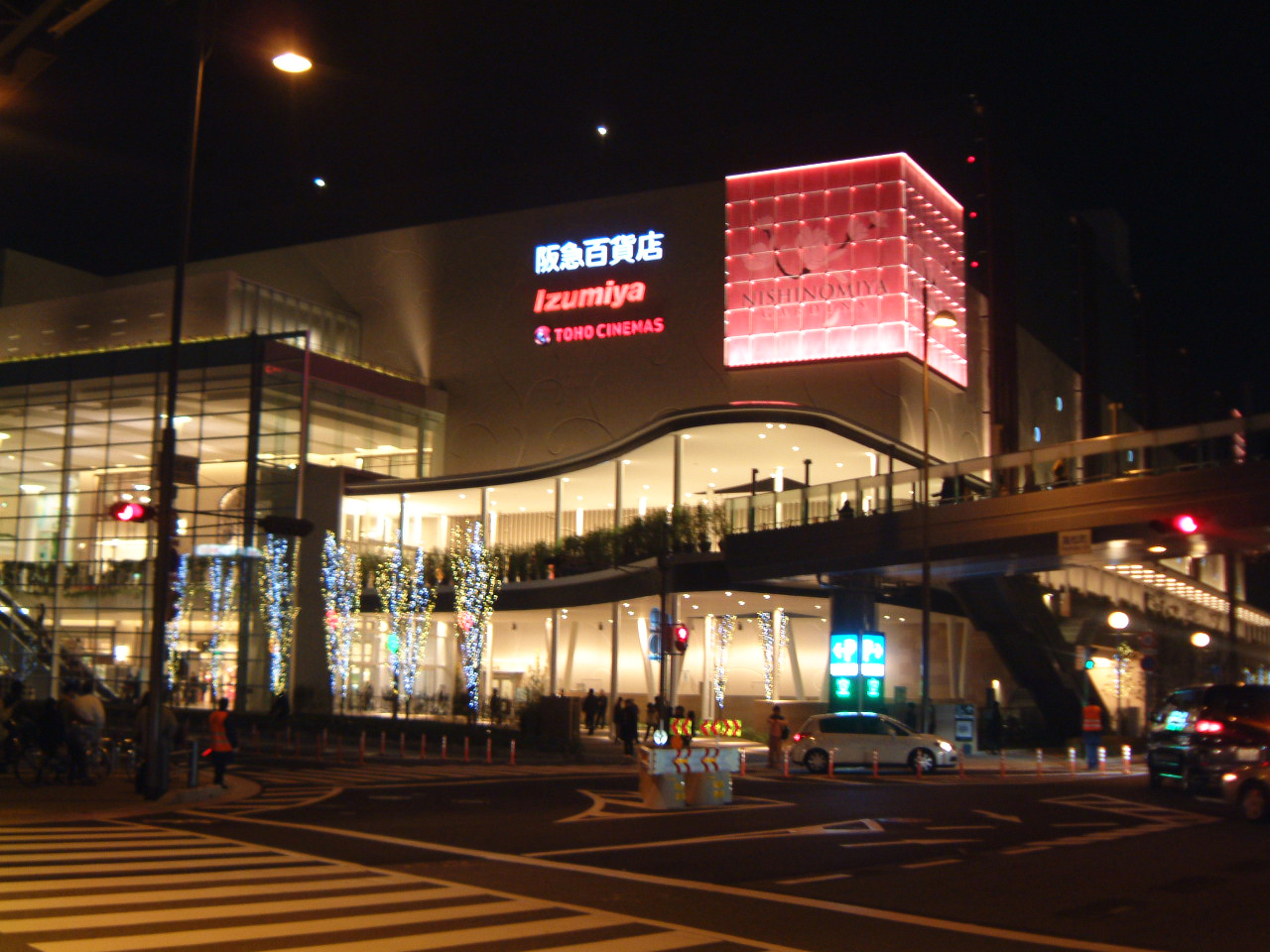
阪急西宮ガーデンズ（夜景）

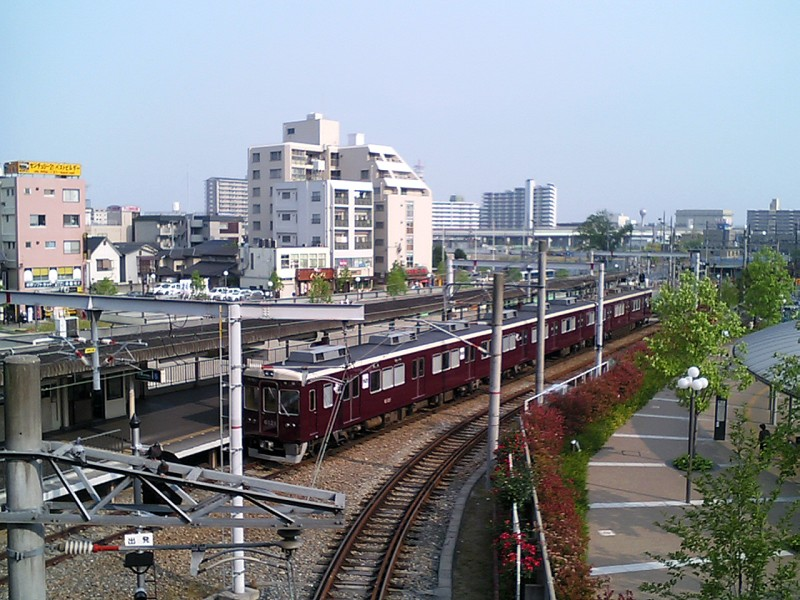
西宮北口駅より阪急西宮ガーデンズ方向を望む（2007年5月）
この時点では阪急西宮ガーデンズはまだ完成していない。

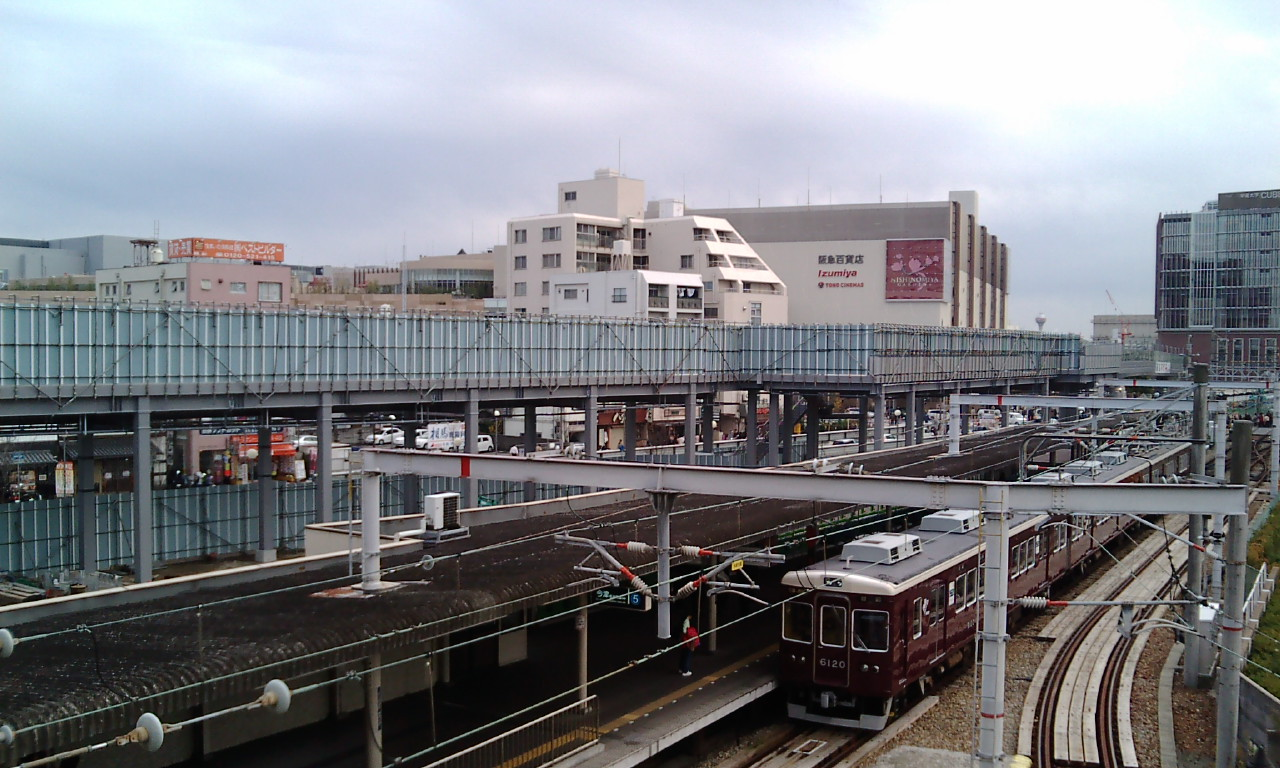
西宮北口駅より阪急西宮ガーデンズを望む（2008年12月）

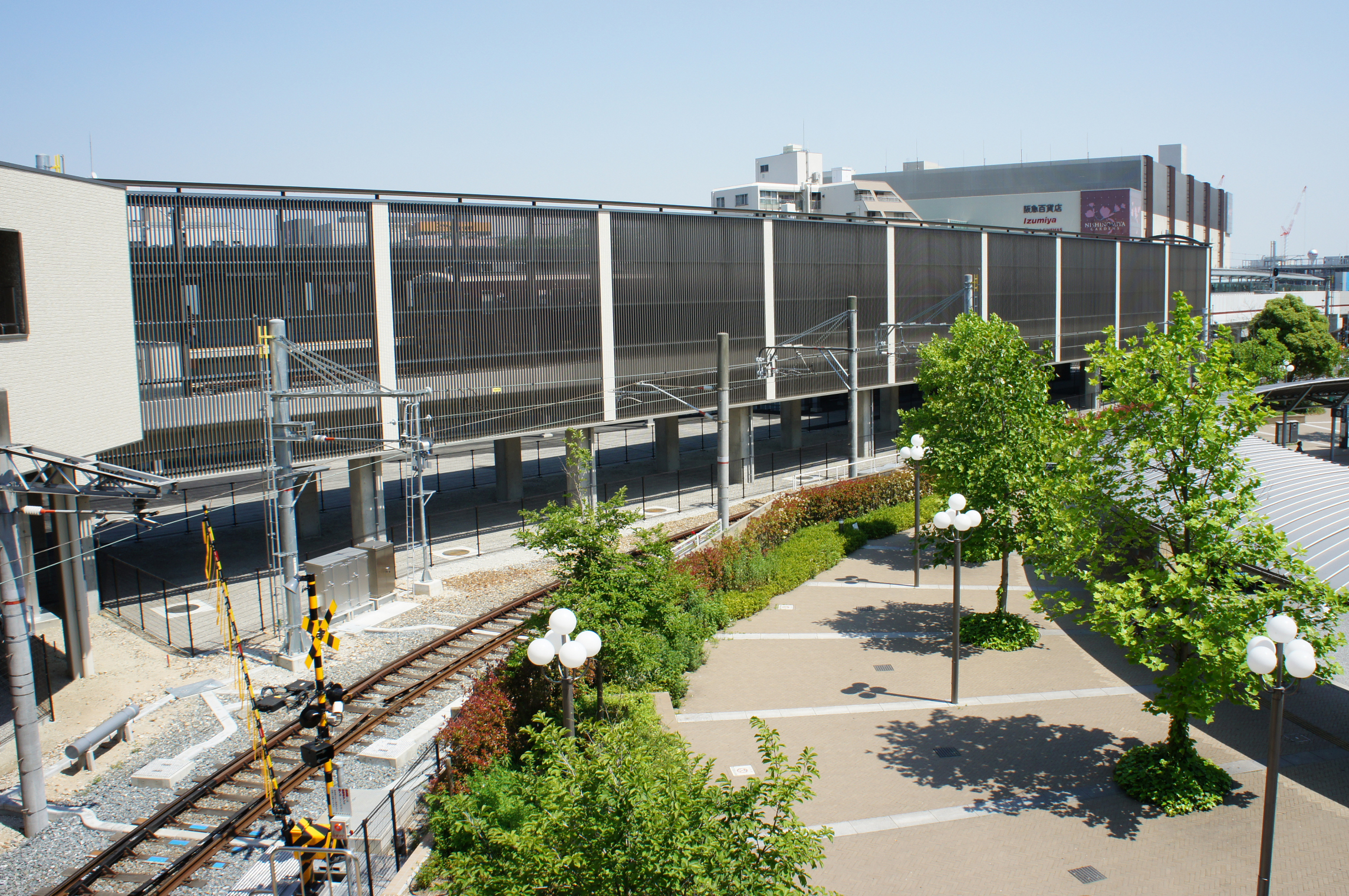
西宮北口駅より阪急西宮ガーデンズを望む（2011年5月）

核テナントは、百貨店の西宮阪急（阪急百貨店、面積：25,000 m2）、シネマコンプレックスであるTOHOシネマズ西宮OS（12スクリーン 20,000 m2）、総合スーパーのイズミヤ（10,000 m2 強）である。施設は中央部に駐車場を配置し、駐車場の周囲をショッピングモールが取り囲んでいる。1周で約450メートル、東西南北4つのモールから成るサーキット型の設計となっている。阪急百貨店とイズミヤはショッピングモールを挟む形で配置されている。4階にある屋上庭園「スカイガーデン」（9,000 m2）は、六甲山系に自生する樹木や桜、果樹などで緑化され、オルゴールの音色に合わせて踊る噴水も設置されている開業時の店舗数は約268店舗であった。
名称は、西宮七園の歴史を加え、地域に居住する人々にも憩いと賑わいのある快適な空間を提供できる「庭園」になるよう願いをこめて、ガーデンズが付けられた。ロゴは、「これからの西宮の新しいアイデンティティシンボルに」という思いを込め、西宮市の花である桜をモチーフにしている。
従来ショッピングセンターに出店したことがない店や高級住宅街にしか出店しないセレクトショップなどが出店し、他のショッピングセンターと比べると専門店街もやや価格が高めの店舗も多い。
このため、2007年（平成19年）春に実施したテナント向け説明会には出店枠数の約2倍の500社が参加するほどテナントの出店意欲が強かった。
「ペット保有率が高い」地域性を踏まえてペット用のホテル、病院などを備えた「阪急ハロードック」も設置されている。
阪急西宮スタジアム跡地に建設されたことから、敷地内にはスタジアムや阪急ブレーブスにちなんだ「メモリアルスポット」を5か所設置。
- 屋上のスカイガーデンにある「メモリアルスポット」には、同スタジアムでの野球開催時に使われたホームベースが展示されている。
- 本館5階のクリスタルガーデンにある「阪急西宮ギャラリー」（キッズスペース併設[12]）において、アストロビジョンを設置した1982年当時の阪急西宮スタジアムを始めとした西宮北口駅周辺の実物の1/150スケールのジオラマ模型のほか、阪急ブレーブスの日本シリーズ優勝記念ペナントやトロフィー、阪急ブレーブス関係者で野球殿堂入りした者の表彰レリーフ（レプリカ）、阪急電鉄に関するポスター・記念品・模型などが併せて展示されている[注釈 4]。

開業初日に約10.8万人、最初の週末2日間で約30万人を集客して駅からの動く歩道が混雑の為に停止となるなど開業からの6日間で約58.6万人(神戸新聞、日本食料新聞では約51.7万人)で初年度約1780万人から2年目に約1784万人へ来店客数を伸ばすなど高い集客力を誇った。当施設の最寄り駅である西宮北口駅においては、2008年（平成20年）12月の月間1日平均乗降人員が約11.4万人を記録し、神戸三宮駅（当時は三宮駅）の1日平均約10.8万人を上回って阪急電鉄の駅の中で梅田駅に次いで第2位の乗降客数となったなど、阪急電鉄の利用者数増加にも一役買っている。
ショッピングセンター内の核店舗と専門店が連携してイベント展開を行い、近隣商圏の支持を背景に近郊在住者が約70%を占める約28万人のポイントカード会員を中心に高頻度での来店を実現し、郊外型ショッピングセンターでは開業初年度の売上高が最多というケースが大半である常識を覆して初年度の売上高約659億円から開業2年目に約676億円へ伸びた。
2018年10月1日には「別館」が、11月21日には「ゲート館」がそれぞれ開業した。開業10周年のリニューアルでは、2019年3月から4月にかけて新規26店舗、移転や改装が47店舗、合計73店舗が新しくなった。屋上庭園は人工芝が敷かれるなどの変更があり、世界最大のスポーツ用品チェーンデカトロンの日本1号店もオープンした。

## オープンまで
2005年（平成17年）11月に阪急電鉄がプレスリリースで発表した内容によると、
- スタジアム跡地（約9 ha）に阪急百貨店、スーパーマーケット、シネマコンプレックスなどが出店する、日本最大級のショッピングセンターを建設する。
- 2006年（平成18年）下期に着工、2008年（平成20年）秋の開業を目指す。
- 阪急百貨店は店舗面積2.5 ha、シネコンは12スクリーンで計2,200席、その他総合スーパーや専門店街を設け、総店舗面積10 haに計250店舗が出店する予定。

となっていた。
その後の西宮市議会の定例議会およびメディアの報道によると、
- 敷地の一部を兵庫県道・大阪府道606号西宮豊中線の狭隘な部分をバイパスする新設道路とし、兵庫県に売却。
- 阪急百貨店（地上7階建て、25,000 m2）、スーパーおよびシネコン（地上5階建て、約30,000 m2）、専門店モール街（地上4階建て、約38,000 m2）、および立体駐車場を含む複数の駐車場を建設。
- 阪急今津線の高架化事業とともに着工することによりコストを圧縮。

と発表された。
2007年（平成19年）4月4日、「阪急西宮ガーデンズ」という名称で開業することが発表された。
2008年（平成20年）10月22日、同年11月26日のグランドオープンを発表。
2008年（平成20年）11月20日、阪急百貨店・イズミヤのカード会員や、「ガーデンズカード」先行入会者からの抽選による当選者向けの内覧会を開催。当日は、あらかじめ送付された招待券の持参者にしか入場を認めなかった。翌21日からグランドオープンの前日（25日）までは、「プレオープン」と称して周辺住民向けに営業。この期間には、招待券を持参しなくても入場できるようになっていた。

## 施設
- 設計：安井建築設計事務所（基本設計・実施設計監修・監理監修）／竹中工務店（実施設計・監理）
- 施工：竹中工務店
- 建物階層：地上4階建て、一部5階建て（立体駐車場除く）
- 敷地面積：約70,000 m2
- 建築面積：約55,000 m2
- 延床面積：約247,000 m2
- 賃貸面積：約107,000 m2
- 届出小売店舗面積：71,030 m2
- 営業時間
  - 西宮阪急：10:00 - 20:00
  - イズミヤ：10:00 - 21:00
  - 専門店（1-5F）：10:00 - 20:00
  - 4Fサービス・一部大型店舗：10:00 - 22:00
  - 飲食店街（4F）：11:00 - 23:00
  - TOHOシネマズ西宮OS：9:00 - 24:00
  - 阪急西宮ギャラリー[22]（5階、TOHOシネマズ西宮OS横）：10:00 - 21:00
- 休業日
  - 年中無休
- エスカレータ・エレベーター
  - エスカレータ：通路内に6箇所、阪急百貨店内に2箇所、イズミヤ内に1箇所
  - エレベーター：通路内に8箇所、阪急百貨店内に1箇所（別にディスプレイ用のエレベーターがある）、イズミヤ内に1箇所、また阪急百貨店内にペット対応エレベーターがある。

館内は禁煙であるが、喫煙所がある。

## 主なテナント
詳しくは公式サイトを参照。
- 西宮阪急（阪急百貨店）
- イズミヤ（1・2階、当初は3階の無印良品部分も売場だった）
- TOHOシネマズ西宮OS
- ジョーシン
- ユニクロ
- 無印良品
- ロフト
- ブックファースト
- NHK文化センター

かつて、津門大塚町（阪神国道駅周辺）にイズミヤ西宮店が存在したが、阪神・淡路大震災で入居していた建物が倒壊しそのまま閉店となったため、イズミヤとしては13年ぶりの西宮市内への進出となる。なお、西宮ガーデンズ出店後の2014年、イズミヤは阪急阪神東宝グループのエイチ・ツー・オー・リテイリングと経営統合し、阪急阪神百貨店と同じ企業グループとなった。

### TOHOシネマズ西宮OS
TOHOシネマズ株式会社とオーエス株式会社の共同経営（運営は前者のみ）のシネマコンプレックス。12スクリーン、2,073席（車椅子22席）を完備する。
西宮市は、人口40万人を超える阪神間の中核市であるにもかかわらず、今津駅近くにあった小規模映画館『今津文化』が阪神・淡路大震災後の1995年12月に閉鎖・解体して以降、13年間映画館が存在しておらず、西宮市民は神戸市や尼崎市まで映画鑑賞に足を運ばなければならない状況であった。TOHOシネマズ西宮OSは、西宮市にとって今津文化閉館以来の映画館であり、また大規模映画館かつシネマコンプレックスとしては同市初。また、阪急西宮ガーデンズが開業するまで、西宮市は吹田市と並んで、人口30万人以上で映画館の無い町であった。
2015年12月23日に「MediaMation MX4D」を、2021年11月19日に「IMAXレーザー」をそれぞれ兵庫県内初導入している。かつてはスクリーン12に全席リクライニングシートを完備していた「プレミアスクリーン」も導入していたが、現在は廃止されて通常スクリーンとして営業している。
| No. | 座席数 | 車椅子 | サイズ(m) | サイズ(m) | 備考                 |
| No. | 座席数 | 車椅子 | 縦        | 横        | 備考                 |
| --- | ------ | ------ | --------- | --------- | -------------------- |
| 1   | 299    | 2      | 5.6       | 13.4      |                      |
| 2   | 275    | 2      | 非公表    | 非公表    | IMAXレーザー         |
| 3   | 133    | 2      | 4.0       | 9.5       |                      |
| 4   | 133    | 2      | 3.5       | 8.3       |                      |
| 5   | 95     | 1      | 2.8       | 6.7       |                      |
| 6   | 95     | 1      | 2.8       | 6.7       |                      |
| 7   | 143    | 2      | 4.2       | 10.1      |                      |
| 8   | 151    | 2      | 3.9       | 9.2       |                      |
| 9   | 112    | 2      | 5.3       | 12.8      | MX4D                 |
| 10  | 150    | 2      | 4.1       | 9.8       |                      |
| 11  | 437    | 3      | 7.5       | 17.9      |                      |
| 12  | 70     | 1      | 2.9       | 6.9       | 旧プレミアスクリーン |

## イベント

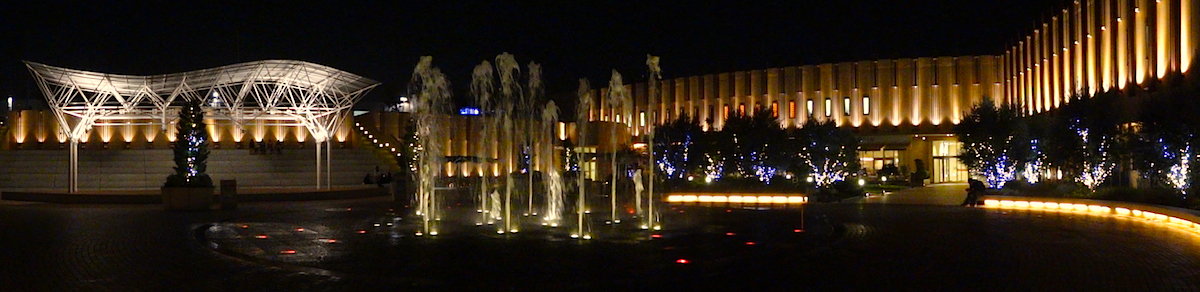
スカイガーデン（夜景・パノラマ）

- 4Fスカイガーデン・木の葉のステージでは土日祝を中心にライブ・イベント（約30分・観覧無料）が年間約200本行われている。
- メジャーアーティストが出演し、J-POP、アイドル、演歌までジャンルを問わない。
- 10時と11時の1日2回しか流れないギター音の館内BGM「TREASURE（トレジャー）」は、押尾コータローが作曲した。その縁から、押尾がパーソナリティを務める『押尾コータローの押しても弾いても』（MBSラジオ）では、開業2年目の2009年（平成21年）から毎年、開業記念日直前の勤労感謝の日（11月22日か23日）に、木の葉のステージへスペシャルゲストを招いて公開収録を実施（観覧無料、2020年は新型コロナウイルス感染拡大の影響で実施せず）。同局では、収録の模様を1時間に編集した音源を、収録後の12月上旬に特別番組枠（主に『MBSマンデースペシャル』）で放送している。ちなみに、特別番組にはスポンサーを付けていないものの、タイトルに「阪急西宮ガーデンズPresents」という冠名称を入れている。
- 年4回のペースで、『星空案内』という天体観望会が開催されている。

## アクセス
- 西宮北口駅 東改札口から徒歩3分[5]でペデストリアンデッキと動く歩道で直結
- 西宮駅から阪急バス・阪神バスで7分、または徒歩20分[5]